# Jean Dattas
Jean Dattas est un organiste et compositeur français né à Paris 8e le 23 juin 1919 et mort le 25 mai 1975 à Londres. Son œuvre comprend des pièces pour piano et pour orgue, des mélodies, de la musique de scène et des œuvres religieuses.

## Biographie
Jean Dattas travaille l'orgue avec Marcel Dupré dès 1937 et avec Nadia Boulanger. Il entre au Conservatoire de Paris dans la classe de Simone Plé-Caussade où il remporte le 1er prix de fugue et de contrepoint et le 2e prix de composition. Organiste à l'église Saint-Germain de Pantin, il est ensuite nommé titulaire de l'orgue de chœur de Notre-Dame de Paris, il est également spécialiste de Guillaume de Machaut. 
Il s'engage pendant la Seconde Guerre mondiale comme caporal en 1941 à Londres dans la Résistance
En 1954, pour éviter à sa femme d'être internée à Sainte-Anne, le couple émigre en Angleterre. Le 1er mars 1955, Jean Dattas joue pour la dernière fois l'orgue de chœur de Notre-Dame à l'occasion de l'enterrement de Paul Claudel. Les enfants sont inscrits au Lycée français de Londres, lycée dans lequel Jean Dattas est devenu professeur de musique. Organiste à Notre-Dame de France, il fait chaque été les remplacements de Pierre Cochereau au grand orgue de Notre-Dame de Paris. 

### Vie personnelle
Jean et Paulette Dattas (née Preney), actrice qui souffre de troubles psychiques, ont 3 enfants : Sylvie (peintre née en 1947), Lydie  (poétesse née en 1949), Gilles (escrimeur et dessinateur né en 1951) 

## Enregistrements
- The Music of Jean Dattas, Riverside Recordings RR-1A, LP Stéréo, 1975